# 川部酒麻呂

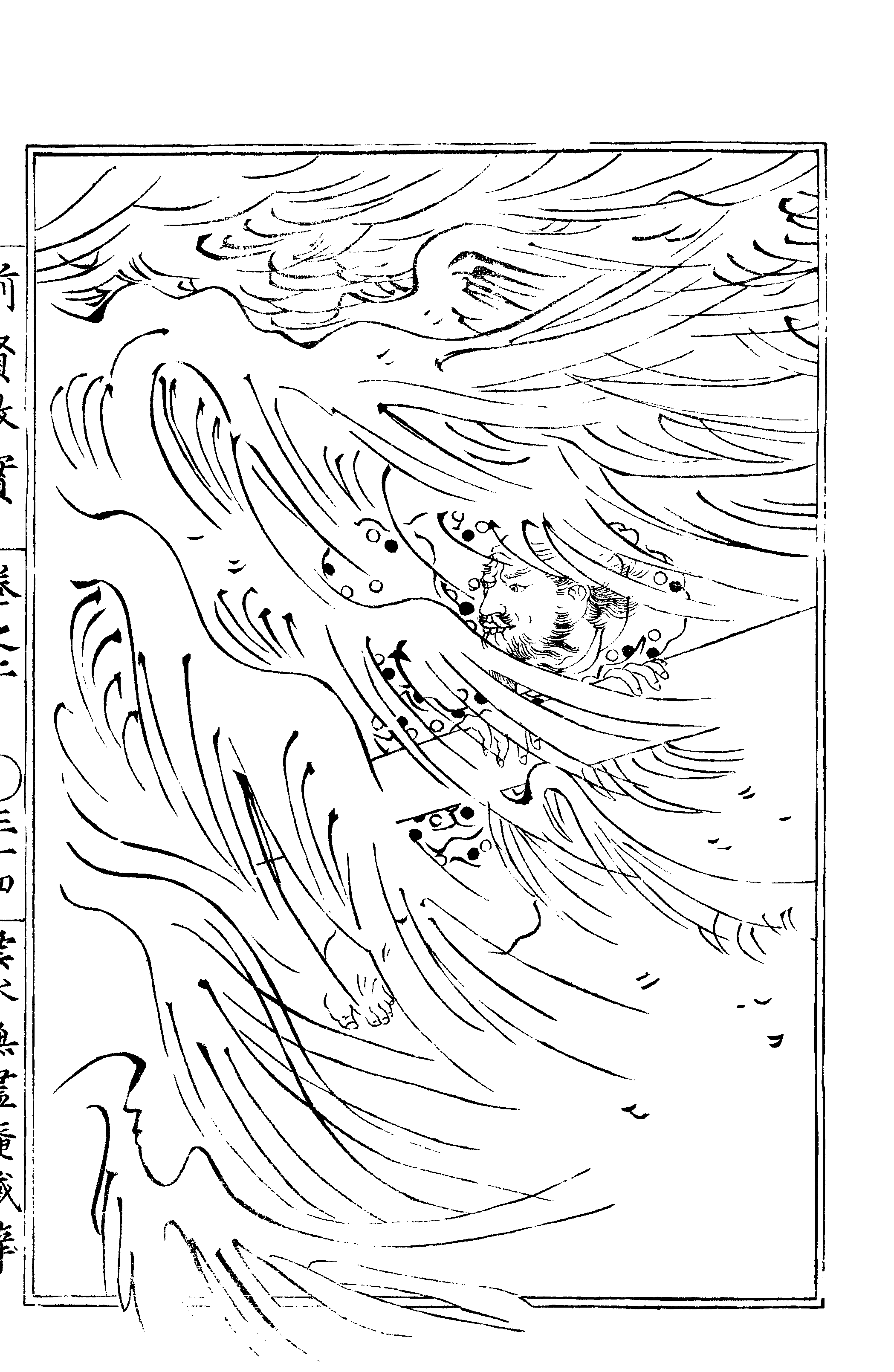
川部酒麻呂（『前賢故実』より）

川部 酒麻呂（かわべ の さかまろ、生没年不詳）は、奈良時代の人物。姓はなし。官位は外従五位下・松浦郡員外主帳。
肥前国松浦郡の人。天平勝宝4年（752年）遣唐使第4船の舵取として唐に渡る。天平勝宝6年（754年）帰国の途中、海上で強い順風が吹いていた所、突如船尾から出火して艫に燃え広がる火災が発生。この際、酒麻呂は舵を回して船首を風上に向け、すぐ傍に火が燃え広がり手が焼け爛れるのにも構わず、舵を掴んだまま動かなかった。その結果ようやく火を消し止めることができ、乗員や物品は無事であった。この功労により酒麻呂は10階の昇叙を受け、松浦郡員外主帳に任じられた。
宝亀6年（775年）外従五位下に叙せられている。